# Jimmie Rodgers (countryénekes)
Jimmie Rodgers (Meridian, 1897. szeptember 8. – New York, 1933. május 26.) amerikai countryénekes.

## Pályafutása
Jimmie Rodgers 1897-ben született, valószínűleg a Mississippi állambeli Meridian közelében, három fiú közül a legfiatalabbként. Anyja korai halála után rokonai Mississippiben és Alabamában nevelték fel. Végül Rodgers visszatért apjához, Aaron Rodgershez és második feleségéhez. Apja a Mobile and Ohio Railroadnál dolgozott művezetőként. Rodgers, aki gyerekkorában kezdett énekelni és gitározni, tizenkét évesen megnyert egy tehetségkutató versenyt, és úgy döntött, hogy a zenéből fog megélni.
Apja a vasútnál helyezte el. Rodgers több éven át dolgozott ott különféle munkakörökben – többek között fékezőként a New Orleans-i és a Northeastern Railroadnál. Munkája mellett Rodgers minden lehetőséget megragadott a zenélésre, technikájának, stílusának fejlesztésére. Az ezekből az évekből származó élményeit többször is feldolgozta dalaiban.
1924-ben, 27 évesen megbetegedett tuberkulózisban. Fel kellett adnia a vasúti állását. Alkalmi munkákkal küzdött, hogy a víz felett tartsa a fejét.
Jimmie Rodgers 1927-ben meghallgatásra jelentkezett Ralph Peer zenei producernél, aki piacra dobható vidéki tehetségeket keresett. Egy kislemez készült, amivel Rodgers 27 dollárt keresett. Következő felvétele, a T for Texas (Blue Yodel No.1) nagy siker lett, több mint egymillió példányban kelt el. 1928-ban újabb Blue Yodels felvételeket készítettek. Egyik legismertebb címe: "In the Jailhouse Now" ugyanebből az évből származik. Rodgers gyorsan sztár lett. Lemezei nagyon jól fogytak, a koncertek pedig többnyire teltházasak voltak. Az állandó terhelés hatására azonban egészségi állapota tovább romlott. A pénzt bőkezűen költötte, luxusvillát és a legdrágább autókat vásárolta meg. Így kénytelen volt folyamatosan újabb lemezeket gyártatni és folyamatosan koncertezni.
Az 1929-es tőzsdekrachot követő gazdasági világválság rontott helyzetén. A lakosságnak már nem volt pénze lemezekre és koncertjegyekre. 1933 elején súlyos betegsége ellenére kénytelen volt minden lehetőséget kihasználni, hogy pénzt keressen. Egy rohama után úgy döntött, hogy elkészíti utolsó felvételeit. A stúdióban betegágyat állítottak fel. Egy nővér is jelen volt. Rodgers felvette élete utolsó tizenkét számát. Két nappal később, 1933. május 26-án halt meg, 35 évesen.

## Albumok
- 1952: Memorial Album No. 1
- 1952: Memorial Album No. 2
- 1952: Memorial Album No. 3
- 1952: Travelin’ Blues
- 1956: Never No Mo’ Blues
- 1958: Train Whistle Blues
- 1960: My Rough and Rowdy Ways
- 1960: Jimmie the Kid
- 1962: Country Music Hall of Fame
- 1963: Short But Brilliant Life
- 1964: My Time Ain’t Long
- 1965: The Best of the Legendary
- 1973: This Is Jimmie Rodgers
- 1975: All About Trains (mit Hank Snow)
- 1978: A Legend Performer
- 1992: The Singing Brakeman (6 CD)

## Díjak
- 1961: Country Music Hall of Fame
- 1970: Songwriters Hall of Fame
- 1986: Rock and Roll Hall of Fame
- 1993: Alabama Music Hall of Fame
- 1997: Rock and Roll Hall of Fame
- 2003: CMT's 40 Greatest Men of Country Music
- Grammy Hall of Fame: Blue Yodel (1985), Blue Yodel (Standing on the Corner) és In the Jailhouse Now (mindkettő 2007)

## Fordítás
Ez a szócikk részben vagy egészben  a   Jimmie Rodgers című német Wikipédia-szócikk ezen változatának fordításán alapul.  Az eredeti cikk szerkesztőit annak laptörténete sorolja fel. Ez a jelzés csupán a megfogalmazás eredetét és a szerzői jogokat jelzi, nem szolgál a cikkben szereplő információk forrásmegjelöléseként.